# In My Bed / You Sent Me Flying
«In My Bed/You Sent Me Flying» es una canción de la cantante británica Amy Winehouse  de su álbum debut Frank. Fue lanzado como tercer sencillo del álbum el 5 de abril de 2004, You Sent Me Flying como la cara B junto con la versión acústica de «Best Friends».

## Lista de canciones
UK CD single
1. «In My Bed» (Radio Edit) – 4:05
2. «You Sent Me Flying» – 3:52
3. «Best Friend» (Acoustic) – 3:28

## Charts
| Chart (2004)     | Peak position |
| ---------------- | ------------- |
| UK Singles Chart | 60            |